# Opius suspiciosus
Opius suspiciosus är en stekelart som beskrevs av Vladimir Ivanovich Tobias 1998. Opius suspiciosus ingår i släktet Opius och familjen bracksteklar. Inga underarter finns listade i Catalogue of Life.